# Vozera Tjarejskaje
Vozera Tjarejskaje (vitryska: Возера Чарэйскае) är en sjö i Belarus.   Den ligger i voblasten Vitsebsks voblast, i den norra delen av landet, 140 km nordost om huvudstaden Minsk. Vozera Tjarejskaje ligger 166 meter över havet. Arean är 3,9 kvadratkilometer. Den sträcker sig 4,5 kilometer i nord-sydlig riktning, och 2,9 kilometer i öst-västlig riktning.
I omgivningarna runt Vozera Tjarejskaje växer i huvudsak blandskog. Runt Vozera Tjarejskaje är det glesbefolkat, med 16 invånare per kvadratkilometer.